# Palazzo Donati (Florence)
 (mai 2023).
Pour les articles homonymes, voir Donati.
Le Palazzo Donati ou Albizi-Tassinari est un palais situé dans le centre historique de Florence.
Le palais est érigé en maison-tour toscane, le bâtiment principal étant complété de deux tours médiévales nommées « tours de Corso Donati » (Torri di Corso Donati), accolées  à côté de la Piazza San Pier Maggiore : la plus ancienne est située borgo degli Albizi et la dernière via Palmieri.
Les deux tours qui appartenaient à Corso Donati, sont parmi les mieux conservées de Florence et surplombent les bâtiments environnants.

## Description
Corso Donati était à la tête de la famille dans la période de sa grande notoriété en raison de la confrontation avec la famille de Cerchi, qui était à l'origine de l'apparition à Florence des factions antagonistes des Guelfes blancs et noirs.
Le Palais de Donati, puis Albizi-Tassinari, se présente avec une façade maniériste tardive, due aux travaux de rénovation du début du XVIIe siècle ; sur la façade, l'encadrements des fenêtres est en saillie, avec la corniche marcapiano séparant les niveaux et un portail à tympan brisé semi-circulaire, dans lequel est inséré un buste en marbre de Cosme II de Médicis réalisé par Chiarissimo Fancelli.
À l'intérieur, la maison est dotée d'un  cortile du XVIe siècle, avec un arc sur le côté est, des colonnes surmontées de chapiteaux ioniques formant des arches. Dans le jardin se trouve une citerne de la fin du XVIIe siècle et un buste en marbre allégorie du Destin, œuvre d'un sculpteur russe. Dans le hall, un buste de Dante du XVIIe siècle est érigé en terre cuite.
Au XVIIIe siècle, le palais est passé à la famille Tassinari.

## La première tour

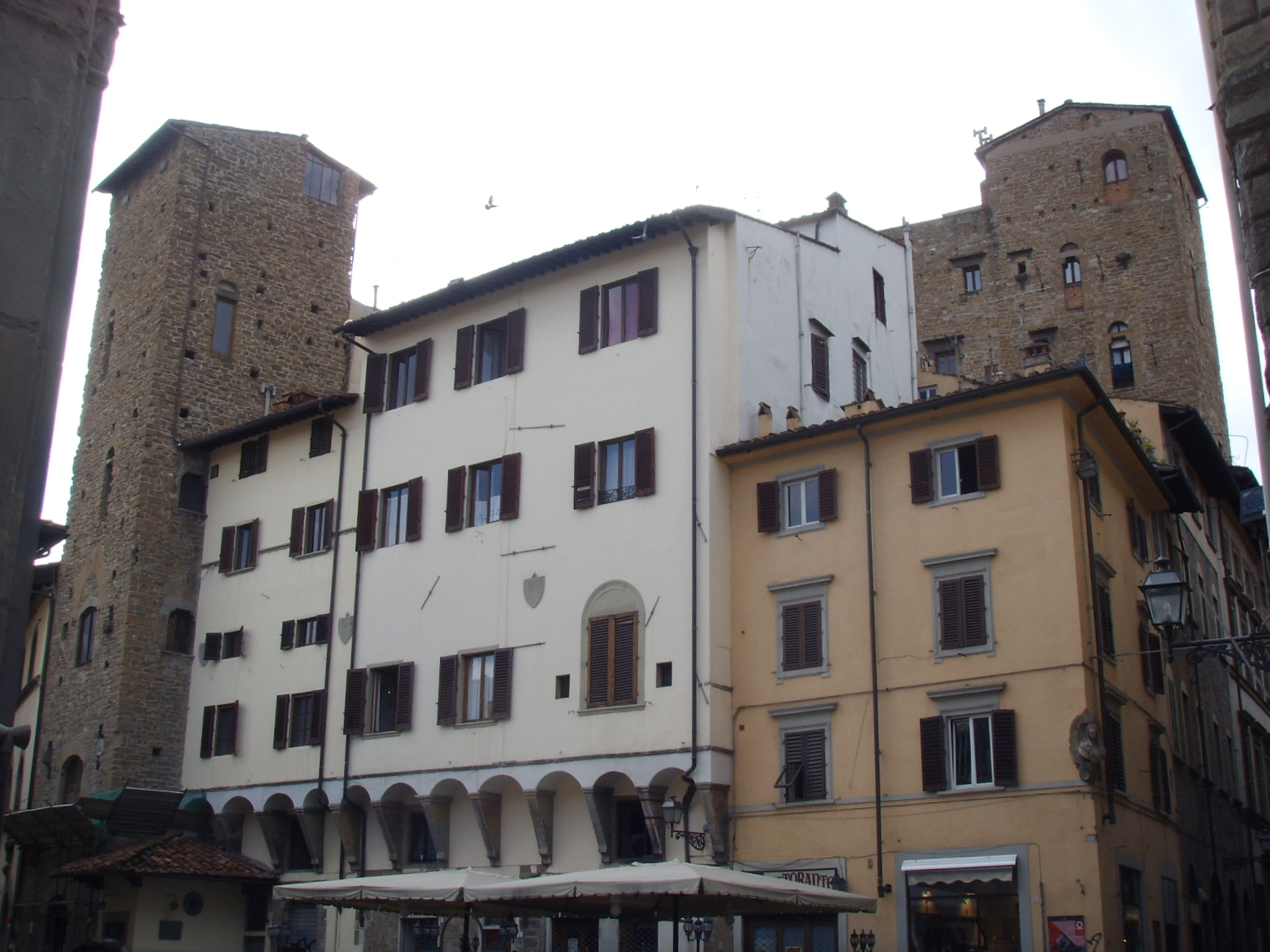
Les tours de Corso Donati vues depuis Piazza San Pier Maggiore.

La tour est située au no 11 Borgo Albizi et date du XIIIe siècle. Elle est incorporée directement au Palazzo Donati et s'élève au-dessus de la corniche. Elle présente le revêtement typique en  pierre filaretto . Autrefois, on l'appelait aussi « Torre di Gemma » parce qu'on pensait à tort qu'elle avait appartenu à Gemma Donati, épouse de Dante.

## La seconde tour
La seconde tour se trouve au no  35 de Piazza San Pier Maggiore, angle de la Via Palmieri, pour surveiller le Corso Donati. Elle est accolée à un palais ayant appartenu auparavant à la famille Corbizzi, tandis que le côté qui donne  Piazza San Pier Maggiore possède des corbeaux sur la partie des encorbellements.
La tour est bien préservée et a fait l'objet d'une restauration récente. La tour est étroite et possède six étages. Elle a été un point stratégique pour le contrôle des accès à la Porta San Pier Maggiore.
La façade principale dispose d'un portail et de trois fenêtres. Le portail au premier étage est accessible grâce à une échelle qui est fermée pendant la nuit, résultat de mesures prises à cause des luttes politiques qui ont eu lieu entre le XIIIe et le XIVe siècle.